# Septoria perforans
Septoria perforans är en svampart som beskrevs av McAlpine 1903. Septoria perforans ingår i släktet Septoria och familjen Mycosphaerellaceae.   Inga underarter finns listade i Catalogue of Life.